# Lesosai
Vous pouvez aider à l'améliorer ou bien discuter des problèmes sur sa page de discussion.
- Il ne cite pas suffisamment ses sources. Vous pouvez indiquer les passages à sourcer avec {{référence nécessaire}} ou {{Référence souhaitée}}, et inclure les références utiles en les liant aux notes de bas de page. (Marqué depuis septembre 2022)
- Son texte doit être wikifié : il ne correspond pas à la mise en forme Wikipédia (style, typographie, liens internes, liens entre les wikis, etc.). (Marqué depuis septembre 2022)
- Sa typographie ne respecte pas les conventions de Wikipédia. Vous pouvez solliciter de l’aide de l’Atelier typographique. (Marqué depuis septembre 2022)
- Son ton est trop promotionnel ou publicitaire, voire hagiographique. Le texte doit adopter un ton neutre et encyclopédique. (Marqué depuis septembre 2022)
- Il n’est pas rédigé dans un style encyclopédique. (Marqué depuis septembre 2022)
- Il doit être recyclé. La réorganisation et la clarification du contenu sont nécessaires. (Marqué depuis septembre 2022)

- Archive Wikiwix
- Bing
- Cairn
- DuckDuckGo
- E. Universalis
- Gallica
- Google
- G. Books
- G. News
- G. Scholar
- Persée
- Qwant
- (zh) Baidu
- (ru) Yandex
- (wd) trouver des œuvres sur Wikidata

Lesosai est un logiciel de certifications et bilans énergétiques et écologiques de bâtiments,.

## Introduction
Lesosai a été créé en 1984 à l'École polytechnique fédérale de Lausanne. Depuis, il participe comme logiciel de test à des projets de recherche et de développement tel que celui qui a permis de développer le label Minergie ECO (Minergie) et donc de calculer, par exemple, l'analyse du cycle de vie (Écobilan). Le nom Lesosai vient de Laboratoire d'Energie SOlaire Simulation pour Ingénieurs et Architectes. 
Lesosai permet la certification des bâtiments en Suisse (Normes SIA), et au Luxembourg (Règlement Grand-Ducal).
Lesosai est une plateforme BEM (Building Energy Modeling) un des premiers logiciels de calculs énergétiques qui communique avec les logiciels de conception assistée par ordinateur. Lesosai importe les formats gbXML et IFC, issus de la logique openBIM (Building information modeling). Il exporte les informations en BCFxml. Dans la même logique, Lesosai importe les données des fabricants de matériaux via l'outil open source d'échange d'information MaterialsDB.org.

## Historique
Ce logiciel a été créé en 1984 au laboratoire d'énergie solaire et de physique du bâtiment de l'École polytechnique fédérale de Lausanne. Il a été présenté pour la première fois aux 5e Rencontres solaires Suisse en septembre 1984 à Sierre (Suisse).
Depuis 2002, le développement a été repris par la société E4tech Software SA en collaboration avec l'EPFL et différents partenaires externes,.
Les améliorations ont été faites à partir de projets de recherche soutenus entre autres par l'office fédéral de l'Énergie suisse,, le canton de Vaud, Innosuisse  et en collaboration avec: le Laboratory of Numeric Cultures for Architectural Projects (EPFL), la Berner Fachhochschule (BFH) Optimisation du choix des éléments vitrés dans la construction et la Hochschule für Architektur, Bau und Geomatik (FHNW). 

### Lesosai, une longue histoire

#### Programme d'impulsions
En 1978, un programme national d'impulsion à une économie chancelante est lancé par le gouvernement suisse. Ce programme inclut, entre autres, un plan d'encouragement à la rénovation énergétique des bâtiments. Dans ce but, un outil de calcul manuel du bilan thermique des bâtiments est développé et publié. L'objectif de cet outil, applicable aux bâtiments non climatisés et basé sur un calcul saisonnier, est de prédire les économies d'énergie de chauffage réalisables à la suite d'une rénovation.

#### Les normes
Le modèle simple de calcul du bilan thermique des bâtiments, développé pour le programme d'impulsion a été publié par la Société suisse des Ingénieurs et Architectes (SIA) sous forme de recommandation (pré-norme SIA V 380/1) en 1988. Ce projet a inspiré la norme européenne EN 832 – Performance thermique des bâtiments – Calcul de l'énergie de chauffage – Bâtiments résidentiels, publiée en 1999. Cette norme décrit une méthode de calcul du bilan thermique des bâtiments sur une base mensuelle. Il s'agit d'une version améliorée et plus précise que la méthode décrite dans SIA V 380/1. Cette norme a été révisée plusieurs fois pour aboutir à la norme internationale actuelle EN ISO 13790, qui contient, en plus de la méthode mensuelle, une méthode de calcul dynamique du bilan thermique à base de temps horaire.
La norme SIA 380/1, l'énergie thermique dans le bâtiment, qui reprend la norme européenne est publiée en 2001. Cette norme, non seulement précise la méthode et les conditions de calcul, mais donne aussi des limites aux besoins en chauffage.

#### Les versions écrites au LESO-PB de l'EPFL
En 1980, un logiciel basé sur la méthode du programme d'impulsions est en BASIC par C.-A. Roulet, à l'EPFL, pour une machine Hewlett Packard 9836. Pour mieux tenir compte des gains solaires, la méthode manuelle LESO-A est créé par A. Faist et J.-B. Gay en 1983. Ses algorithmes sont aussitôt inclus dans le logiciel.
La première version, portant le nom LESOSAI, est un transfert du logiciel en BASIC vers les ordinateurs IBM PC par J.-P. Eggimann. Cette version de 1984 intègre les algorithmes de la prénorme SIA V 380/1. Un système expert, qui génère des commentaires et des conseils basés sur la structure du bilan thermique est ajouté à la version suivante, LESOSAI-X, sortie en 1991.
La version 4 est réécrite en 1996 par J.-P. Eggimann et François Leresche en Visual basic pour utiliser les possibilités graphiques des ordinateurs personnels modernes et fournir des diagrammes illustrant le bilan. Cette version est en 3 langues (français, allemand, italien). Le calcul est fait pour chaque mois. Pour la première fois, un diagramme de sensibilité, montrant la variation des résultats pour de petites variations des données, est inclus. Cette version est publiée en français et en allemand.
En 2001, LESOSAI 5 intègre les algorithmes des normes EN 832 et SIA 380/1. Cette version intègre aussi une assistance à la création des formulaires pour obtenir le label Minergie.

#### Les versions écrites par la société E4tech Software SA basée à Lausanne
C'est en décembre 2002 que le l'EPFL donne licence à E4Tech pour la vente et les développements ultérieurs de LESOSAI. Suivent plusieurs sous-versions 5.5, 5.6 et 5.7.
LESOSAI 6 sort en 2008. Cette version en 4 langues (français, allemand, italien et anglais) inclut, en plus du bilan thermique selon EN-ISO 13790 et SIA 380/1 :
- le calcul des impacts environnementaux (écobilan) pour la durée de vie du bâtiment ;
- des données météorologiques pour le monde entier, provenant de Meteonorm ;
- le calcul de la puissance de chauffage nécessaire ;
- une base de données pour les matériaux et les vitrages ;
- la vérification des exigences légales de la Suisse, du Luxembourg, de l'Italie et de la France et imprime les formulaires officiels.

LESOSAI 7 sort en 2010. Cette version contient entre autres :
- les normes françaises RT2005, RT rénovation et RT2012 ;
- une option d'assistance ou wizard permettant de créer rapidement un avant-projet de bâtiment et le diagnostic de rénovations ;
- le calcul des besoins d'énergie autres que pour le chauffage, selon SIA 380/4, SIA2044, EN ISO 13790 horaire ;
- une base de données pour les ponts thermiques ;
- une compatibilité pour les fichiers gbXML (BIM) pour l'entrée de données du bâtiment ;
- l'impression des formulaires utiles pour la certification Minergie, Minergie-Eco, DGNB, SGNI, Effinergie et l'étiquette énergétique selon SIA 2031 et EN 15217 ;
- le module Polysun Inside ;
- le calcul de la puissance solaire photovoltaïque ;
- la communication avec plusieurs autres logiciels du secteur du bâtiment[Lesquels ?].

#### LESOSAI 2020 devient une plateforme BIM/BEM
Depuis, Lesosai est en évolution continue. De nouvelles fonctionnalités, de nouvelles normes ainsi que les nouvelles versions des normes existantes sont intégrées en permanence.

## Les principaux labels et normes intégrés
- Labels : Minergie, Minergie-P/-A/-ECO[12],[13], DGNB,  SBNS, Lenoz
- Suisse (Société suisse des ingénieurs et des architectes)[14] : SIA380/1, SIA2031, SIA2044, SIA380/4, SIA382.201, SIA382/1, SIA180, SIA380, SIA384.512-515, SIA387/4, SIA380/2, SIA2040
- Luxembourg[15] : performance énergétique des bâtiments d'habitation
- CEN (Comité européen de normalisation) : EN ISO 13790, EN ISO 13791, EN ISO 15217, EN 12831, EN ISO 6946, EN ISO 13788, EN ISO 13786, EN 1264